# Saint-Aubin-des-Bois, Calvados

Saint-Aubin-des-Bois este o comună în departamentul Calvados, Franța. În 1 ianuarie 2022 avea o populație de 221 de locuitori.